# أنطونيو ايسبوسيتو (لاعب كرة قدم إيطالي)
أنطونيو ايسبوسيتو (بالإيطالية: Antonio Esposito)‏ (13 ديسمبر 1972 في سويسرا - ) هو لاعب كرة قدم سويسري وإيطالي في مركز الوسط. شارك مع منتخب سويسرا لكرة القدم. أما مع النوادي، فقد لعب مع نادي إكستريمادورا ونادي بازل ونادي سانت إتيان ونادي غراسهوبر زيوريخ ونادي فاريسي ونادي كالياري ونادي لوغانو وFC Mendrisio ‏.

## وصلات خارجية
- أنطونيو ايسبوسيتو على موقع قاعدة بيانات كرة القدم.إي يو (الإنجليزية)
- أنطونيو ايسبوسيتو على موقع ناشيونال فوتبول تيمز (الإنجليزية)
- أنطونيو ايسبوسيتو على موقع عالم كرة القدم.نت (الإنجليزية)